# Alice Evans
Alice Jane Evans (Summit, 2 agosto 1968) è un'attrice inglese.

## Biografia
Dopo gli studi universitari in Lingue e Letterature Straniere (francese ed italiano) conseguita a Londra, ha studiato recitazione e tecniche d'arte drammatica. È anche conosciuta per aver interpretato la versione degli anni '70 di Eloise Hawking in Lost e la strega originaria Esther nella serie televisiva americana The Vampire Diaries.

## Vita Privata
È stata sposata dal 2007 fino al 2021 con Ioan Gruffudd, conosciuto sul set di La carica dei 102 - Un nuovo colpo di coda. Hanno due figlie, nate nel 2009 e nel 2013.
Nel 2017, in seguito a una serie di accuse di violenza sessuale contro il produttore cinematografico Harvey Weinstein, Evans affermò che nel 2002 Weinstein le aveva fatto delle avance sessuali, che al suo rifiuto Weinstein avesse insinuato che ciò avrebbe avuto ripercussioni sulla sua carriera e su quella di Gruffudd.

## Filmografia

### Cinema
- Rewind, regia di Sergio Gobbi (1998)
- Monsieur Naphtali (1999)
- Mauvaise passe (1999)
- Une pour toutes (1999)
- La carica dei 102 - Un nuovo colpo di coda (2000)
- Il club dei rapimenti (2002)
- Ma femme s'appelle Maurice (2002)
- Blackball (2003)
- Fascination (2004)
- Four Corners of Suburbia (2005)
- Hollywood Dreams (2006)
- Dangerous Parking (2007)
- Save Angel Hope (2007)

### Televisione
- Strangers – serie TV (1996)
- Highlander – serie TV, episodio 6x05 (1997)
- Le ragazze di piazza di Spagna – serie TV, 6 episodi (1998-2000)
- Au coeur de la loi - En vert et contre tous – serie TV (1998)
- "H" - Une belle maman – serie TV (1998)
- Elisa top modèle - serie TV (1996-1999)
- CSI: Miami - serie TV, episodi 2x09 (2003)
- Blue Dove - miniserie TV (2003)
- The Chris Isaak Show - serie TV, 4 episodi (2003-2004)
- Mayo - serie TV, episodio 1x06 (2006)
- The Christmas Card - film TV, regia di Stephen Bridgewater (2006)
- Curb Your Enthusiasm - serie TV, episodio 6x05 (2007)
- Lost - serie TV (2009)
- The Mentalist - serie TV, episodio 2x22 (2010)
- Brothers & Sisters - Segreti di famiglia (Brothers & Sisters) - serie TV, 2 episodi (2010-2011)
- American Dad! - serie TV, episodio 6x17 (2011)
- The Vampire Diaries - serie TV, 6 episodi (2011-2012)
- Grimm – serie TV, episodio 2x06 (2012)
- The Originals – serie TV, 3 episodi (2014-2015)

## Doppiatrici italiane
- Rossella Izzo in The Vampire Diaries, The Originals
- Francesca Fiorentini in La carica dei 102 - Un nuovo colpo di coda
- Franca D'Amato in Il club dei rapimenti
- Laura Lenghi in CSI: Miami
- Alessandra Korompay in The Mentalist